# 그르노블 푸트 38
그르노블 푸트 38(Grenoble Foot 38)은 프랑스 그르노블을 연고지로 하는 축구 클럽이다. 1892년에 FC 그르노블(Football Club de Grenoble)이라는 이름으로 창단되어 1997년, 노르카프 올랭피크(Norcap Olympique)와 합병하면서 지금의 팀 이름이 되었다. 팀 이름에 있는 숫자 38은 그르노블이 위치한 이제르주의 고유 번호이다.
이 클럽은 2004년에 일본의 모바일 소프트웨어 회사인 인덱스 홀딩스(Index Holdings)가 사들인 클럽으로 프랑스 축구 구단 중 첫 외국 국적 소유주의 클럽이 되었다. 인덱스는 새 경기장 건립에 투자해 2008년 2월에 새로운 경기장인 스타드 데 잘프(Stade des Alpes)가 완성되어 2008–09 시즌부터 사용되고 있다. 2007–08 시즌 리그 2에서 3위를 기록해 1962-63 시즌 이래 처음으로 리그 1에 승격하였다. 리그 1 2009–10 시즌에 20위를 기록하여 리그 2로 강등되었다. 리그 2 2010–11 시즌에 20위를 기록한 뒤에 클럽은 파산 신청을 했고 이에 샹피오나 드 프랑스 아마퇴르 2로 강등되었다. 2011–12 시즌 후에 샹피오나 드 프랑스 아마퇴르로 승격되었고, 2014–15 쿠프 드 프랑스에서 마르세유를 꺾고 32강에 진출하였다. 2016–17 시즌 후에 샹피오나 나시오날로 승격되고 2017–18 후에 리그 2로 승격되어 2018–19 시즌 이후로 계속 리그 2에 참가하고 있다.

## 선수 명단

### 현역
참고: FIFA 자격 규정에 따라 소속된 국가대표팀 국기를 표시합니다. 선수는 복수의 FIFA 비회원국 국적을 가지고 있을 수 있습니다.
| 번호 | 포지션 | 국적         | 이름            |
| ---- | ------ | ------------ | --------------- |
| 3    | DF     | 튀르키예     | 에페 사리카야   |
| 4    | DF     | 세네갈       | 마마두 디아라   |
| 6    | MF     |              | 단테 리고       |
| 7    | FW     | 세네갈       | 파페 메이사 바  |
| 13   | GK     | 세네갈       | 마마두 디오프   |
| 14   | DF     | 과들루프     | 로이크 네스토르 |
| 15   | MF     | 누벨칼레도니 | 예콥 제노       |
| 18   | MF     | 부르키나파소 | 바치루 야메오고 |
| 31   | MF     | 콩고 공화국  | 놀란 음벰바     |

| 번호 | 포지션 | 국적   | 이름          |
| ---- | ------ | ------ | ------------- |
| 70   | MF     | 감비아 | 사이쿠 투레이 |
| 77   | DF     | 세네갈 | 에어리얼 멘디 |

## 역대 감독
| 감독                  | 임기        |
| --------------------- | ----------- |
| 크리스티앙 달제       | 1986 ~ 1988 |
| 메흐메드 바즈다레비치 | 2007 ~ 2010 |

틀:그르노블 푸트 38 선수 명단